# 谢雷鸣
谢雷鸣（1927年—），原名谢伯德，男，湖南衡阳人，中国金属物理学家，曾任中国科学院上海冶金研究所研究员、博士生导师。